# Antongila spinigera
Antongila spinigera is een hooiwagen uit de familie Triaenonychidae. De wetenschappelijke naam van Antongila spinigera gaat terug op Roewer.